# Hlúpy
Der Hlúpy (auch Hlúpy vrch oder Šialený vrch genannt; deutsch Törichter Gern oder Thörichter Gern, ungarisch Bolond Gerő, polnisch Szalony Wierch) ist ein Berg des Gebirges Belianske Tatry (deutsch Belaer Tatra) innerhalb der Tatra. Er ist 2061 m n.m. hoch und erhebt sich im mittleren Teil des Hauptkamms, am Treffpunkt mit dem vom Süden her kommenden Hauptkamm der Hohen Tatra. Nachbarberge sind die Ždiarska vidla im Nordwesten und die Zadné Jatky im Osten. Südlich von Hlúpy liegt der Sattel Kopské sedlo am Übergang von der Belaer in die Hohe Tatra.
Der heutige Name bedeutet wörtlich „Dummer [Berg]“, die Alternativform Šialený vrch bedeutet übersetzt „Verrückter Berg“. Nach Angaben des Professoren Alfréd Grósz lautete der ursprüngliche, vom zipserdeutschen Dialekt beeinflusster Name Ternichter Gern, wobei das Adjektiv ternichter so viel wie getarnter bedeutete. Gern weist auf das keilartige Aussehen, insb. wenn vom Tal Predné Meďodoly (deutsch Vordere Kupferschächte) betrachtet, hin. Somit ist Ternichter Gern ein „getarnter Berg“, weil er für örtliche Hirten häufig im Nebel oder in den Wolken versteckt erschien. Später erschien die verballhornte Schreibweise Törichter Gern, die auch in andere Sprachen übersetzt wurde.
Während des Zweiten Weltkriegs bauten Wehrmachttruppen am östlichen Hang des Bergs, im Sattel Sedlo pod Hlúpym (deutsch Fleischbanksattel), einen Bunker, um mögliche Vorstöße alliierter Truppen in der Gegend zu überwachen. Der Bunker hatte über Tatranská Javorina einen Telefonanschluss, wurde aber vor der Befreiung der Tatra kampflos aufgegeben.
Der Berg ist wie der Großteil des Gebirges für Touristen gesperrt, allerdings passiert ein rot markierter Weg die West-, Südwest- und Südhange von Hlúpy auf dem Weg von Ždiar über den Sattel Široké sedlo zum Kopské sedlo.